# پونوماریوفسکایا (شهرستان کونوشسکی، استان آرخانگلسک)
پونوماریوفسکایا (به لاتین: Ponomaryovskaya) یک منطقهٔ مسکونی در روسیه است که در استان آرخانگلسک واقع شده‌است.